# Abd Rabbuh Mansur Hadi
Abd Rabbuh Mansour Hadi (født i 1. september 1945 i provinsen Abyan i Aden, Yemen) er en yemenitisk militærmand og politiker. Han var Yemens præsident fra den 25. februar 2012 til den 22. januar 2015.
Hadi gjorde karriere i militæret fra 1970 Sydyemens hær og blev udnævnt til general i 1991 efter Sydyemens genforening med Nordyemen.
I maj 1994 blev Hadi Yemens forsvarsminister, og i oktober samme år blev han udnævnt til vicepræsident af præsident Ali Abdullah Saleh.
Den 4. juni 2011 forlod præsident Saleh landet for at modtage medicinsk behandling i Saudi-Arabien efter at være blevet såret under et bombeangreb, og Hadi blev fungerende præsident. To dage senere gav en koalition fra oppositionen støtte til en magtoverførsel til Hadi. Saleh vendte imidlertid tilbage den 23. september 2011 og genoptog rollen som landets præsident.
Den 23. november 2011 underskrev Saleh ved en ceremoni i Saudi-Arabien, at han officielt ville træde tilbage fra sin post som præsident den 23. december 2011 til fordel for en overgangsregering. Mens underskrivelsen blev gennemført blev halvdelen af magten overdraget direkte til Hadi.
Den 21. februar 2012 blev Abd Rabu Mansour Hadi officielt valgt til landets præsident, som Ali Abdullah Salehs efterfølger. Ved valget var han den eneste kandidat. Han overtog præsidentposten ved en ceremoni den 25. februar 2012 i nærværelse af Ali Abdullah Saleh, der for nylig var vendt hjem fra USA, hvor han var blevet behandlet for de skader, han fik under angrebet i juni 2011.
Den 22. januar 2015 opgav præsident Abd Rabbuh Mansur Hadi og Hans ministre magten i Yemen.